# باولا أندروود
باولا أندروود (بالإنجليزية: Paula Underwood)‏ هي كاتِبة أمريكية، ولدت في 1932 في لوس أنجلوس في الولايات المتحدة، وتوفيت في 2000.